# ヴィーツェプスク

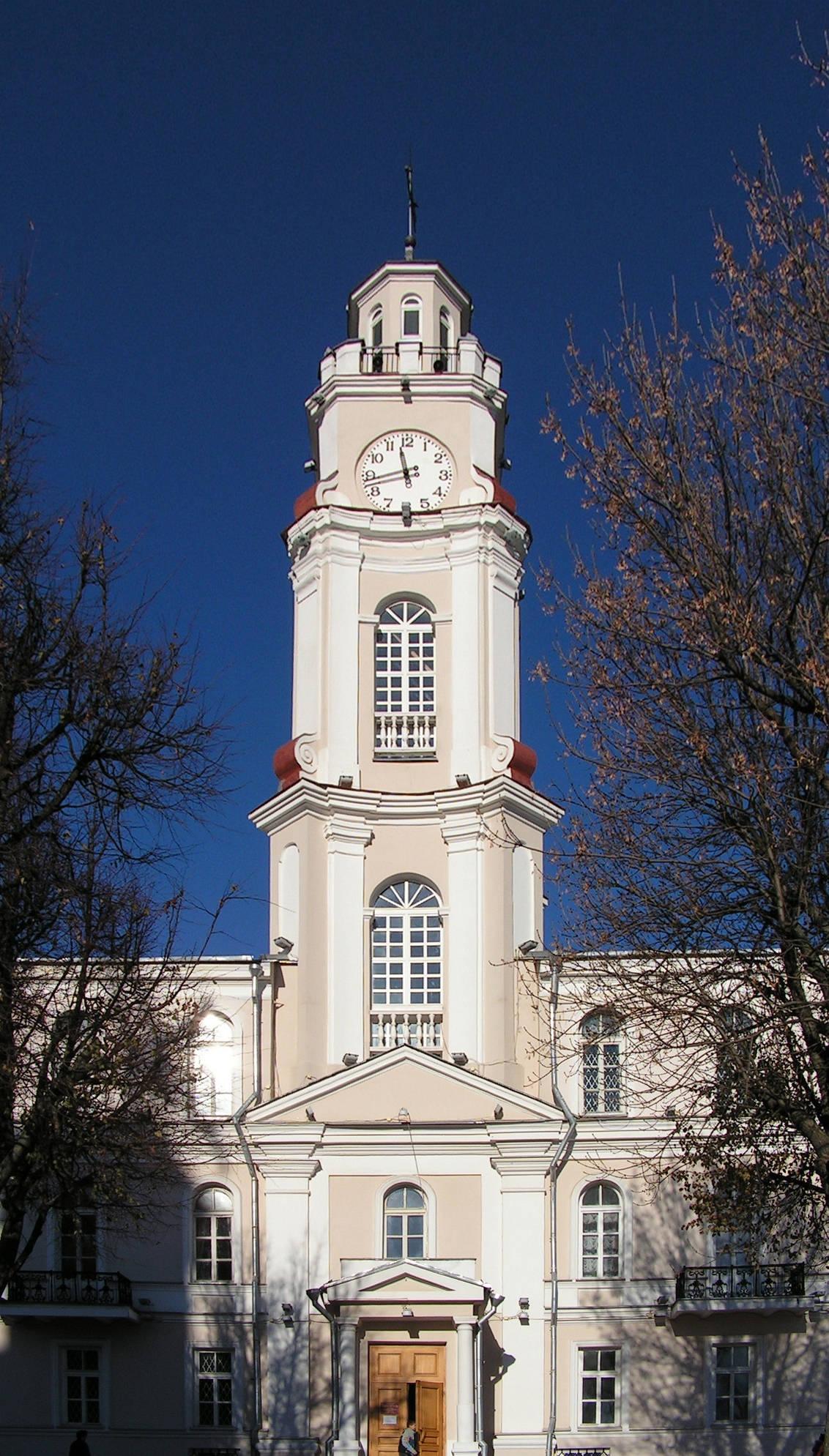
旧市庁舎

ヴィーツェプスク（ベラルーシ語: Ві́цебск）は、ベラルーシの都市である。ポーランド語、ロシア語ではヴィテプスク（ポーランド語: Witebsk、ロシア語: Ви́тебск）と呼ばれる。ロシアおよびラトビアとの国境に近い。ヴィーツェプスク州の州都で、人口は36万人。

## 歴史
ヴィーツェプスクについての現存する最古の記録は1021年にさかのぼる。都市の公式の建立年は974年で、キエフ大公妃オリガの命により、クリヴィチ族の古い入植地のあった場所に建設された。
1320年にリトアニア大公国に帰属。1569年にポーランド・リトアニア共和国領となった。1579年にマクデブルク法における特許を得た。1772年、第1次ポーランド分割によってロシア帝国領となった。
帝政期にはユダヤ人コミュニティであるシュテットルが発達し、市の人口の半分は保守系ユダヤ人となった。
ロシア革命後、ベラルーシ人民共和国の一部となった時期を経て、1923年から1991年までソビエト連邦に属した。
1941年に始まった独ソ戦では、同年7月11日にドイツ国防軍の攻撃により陥落する憂き目にあっている。
ベラルーシ共和国が独立すると、ヴィーツェプスクもその一部となった。

## 文化
1992年より芸術祭「ヴィーツェプスク・スラヴャンスキー・バザール」が開催されている。ウクライナやロシアからも参加者が集う国際的な芸術祭として知られている。

## 交通
トラム（ヴィーツェプスク市電）とトロリーバスが運行されている。

## ギャラリー

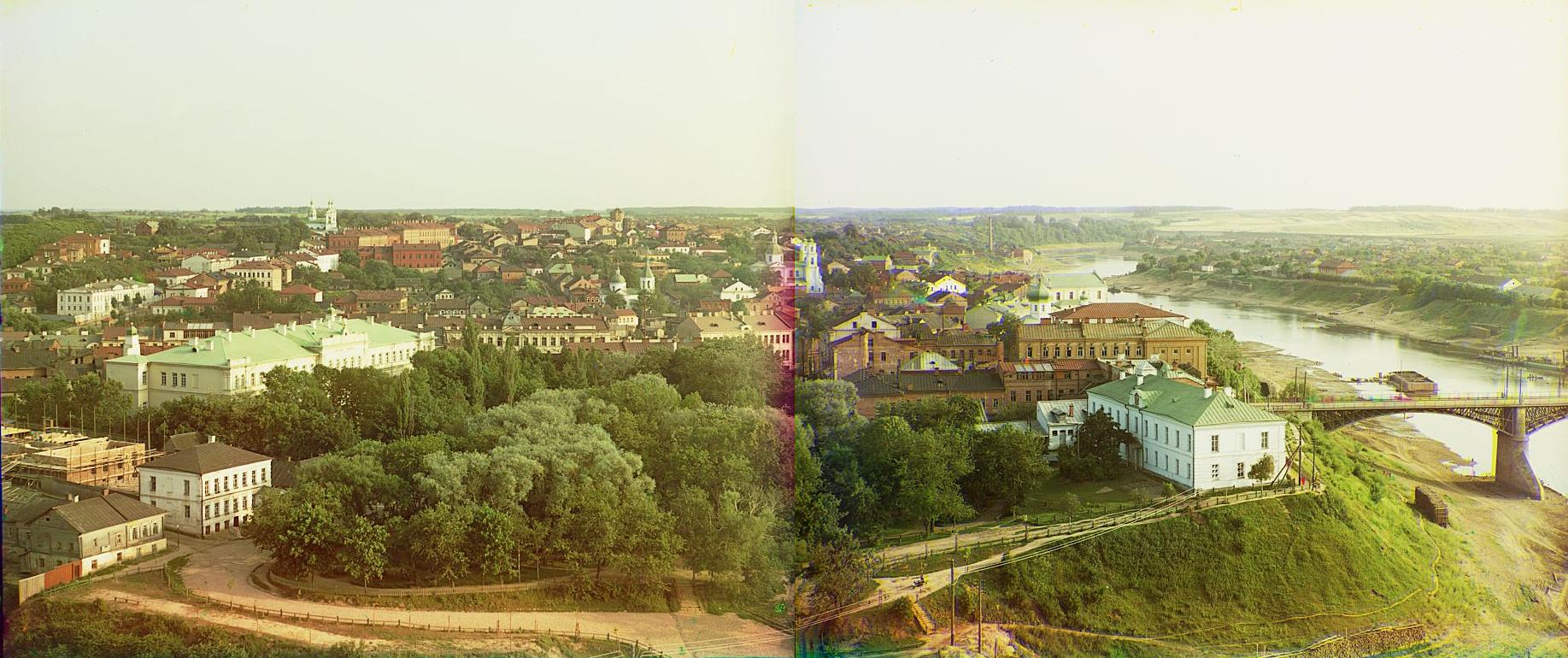
1912年頃の街の風景
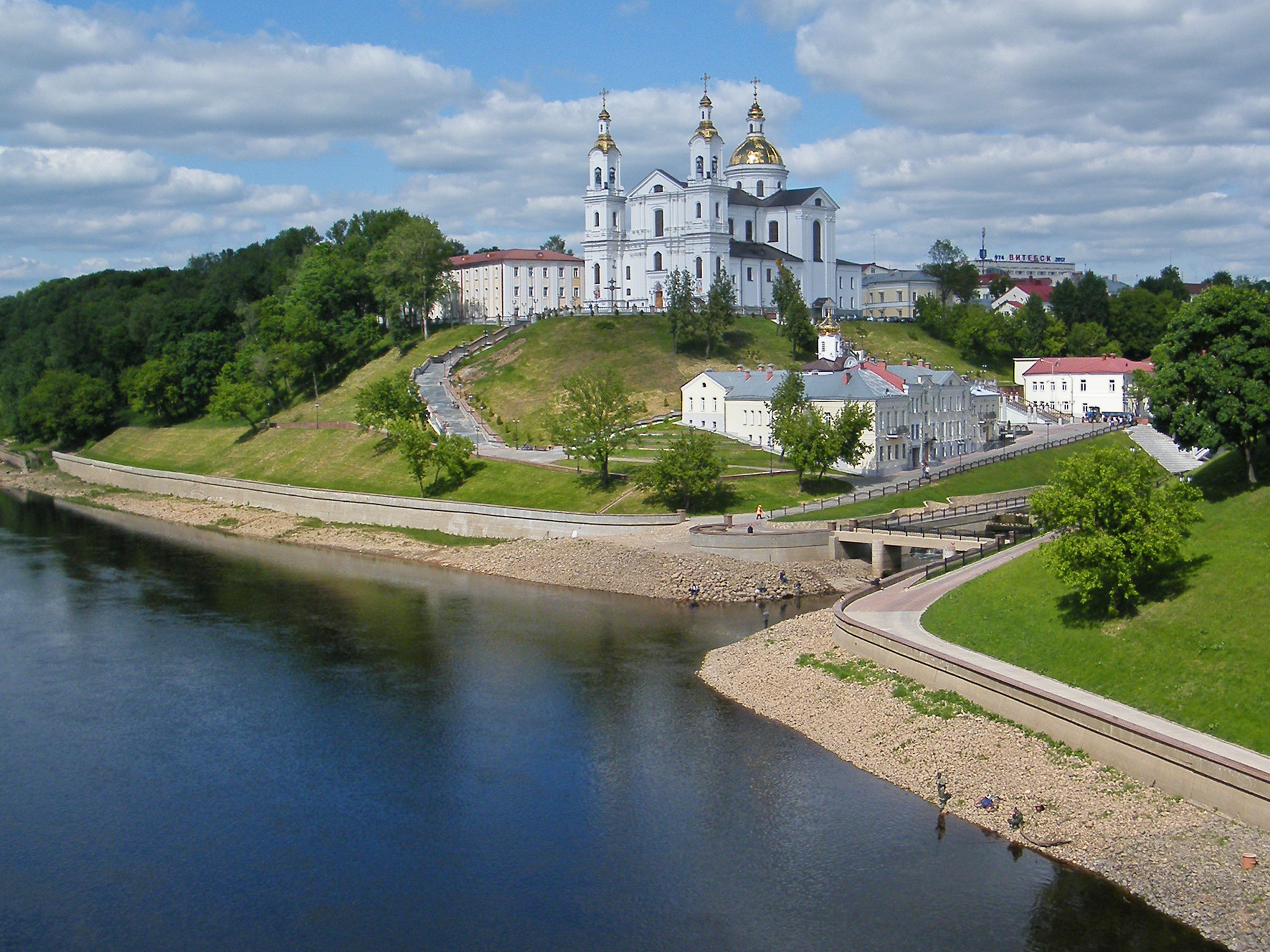
大聖堂
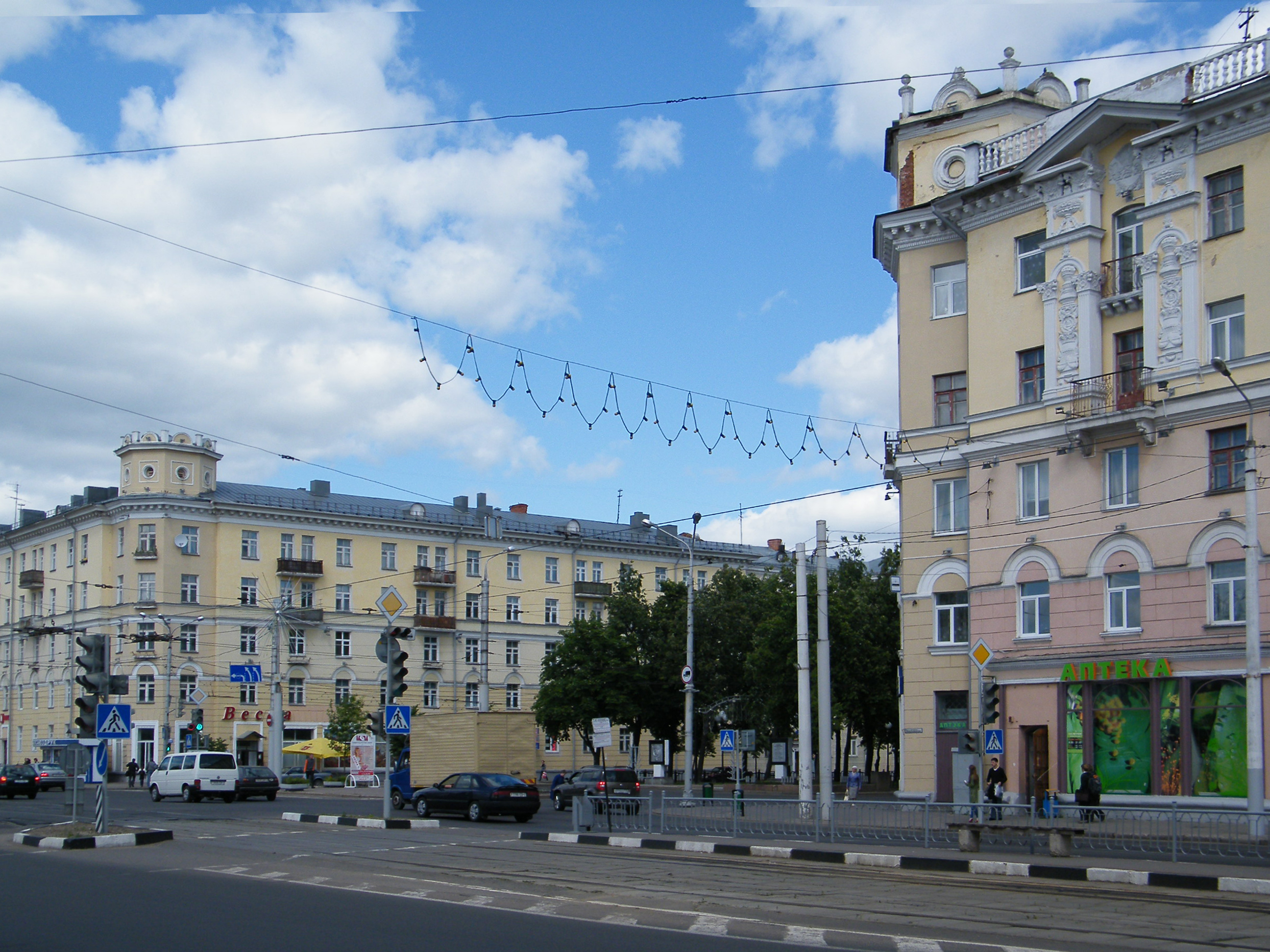
キーロフ通り
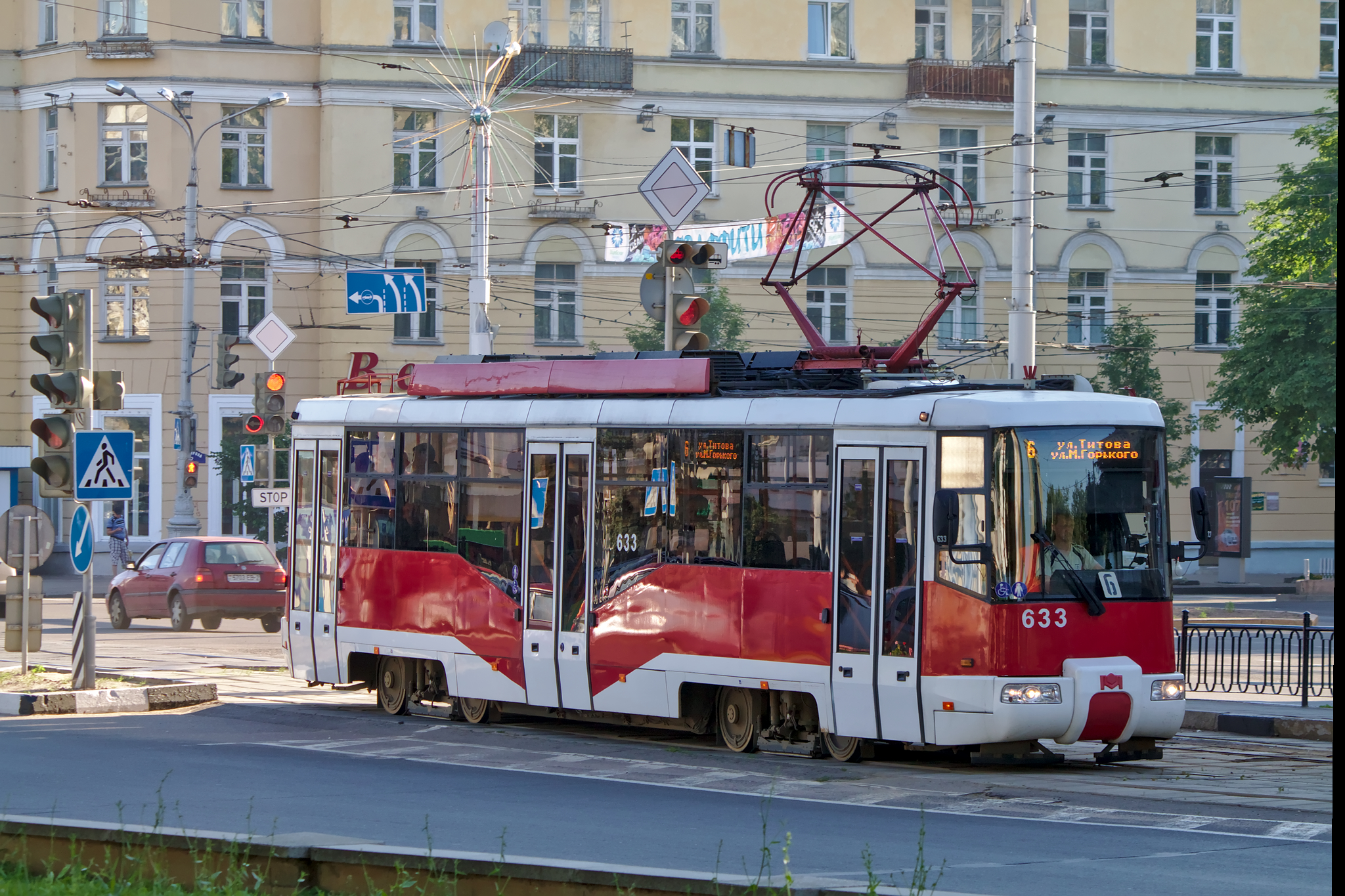
トラム

## 著名な出身者
- シュロイメ・アンスキー - イディッシュ語作家
- ヨシフ・ギンヅブルク - 銀行家
- マルク・シャガール - 画家[4]
- オシップ・ザッキン - 画家、彫刻家
- イマヌエル・ベリコフスキー*　Immanuel Velikovsky - 心理療法家、『衝突する宇宙』著者
- ヤナ・マクシマワ - 陸上競技選手、2歳から居住（生まれはヴィリニュス）[5]

## 姉妹都市

### 双子都市
- 済南市（中華人民共和国）
- バルツィ（モルドバ）
- ジェロナ・グラ（ポーランド）

### 友好都市
- ハスコヴォ（ブルガリア)
- ニーンブルク/ヴェーザー（ドイツ）
- フランクフルト (オーダー)（ドイツ）
- リション・レジオン（イスラエル）
- ハルビン市（中華人民共和国）
- ダウガフピルス（ラトビア）
- レーゼクネ（ラトビア）
- ゲレンジーク（ロシア）
- プスコフ（ロシア）
- サマーラ（ロシア）
- スモレンスク（ロシア）
- ステューピナ（ロシア語版）（ロシア）
- ゴットランド島（スウェーデン）